# Premier Folio

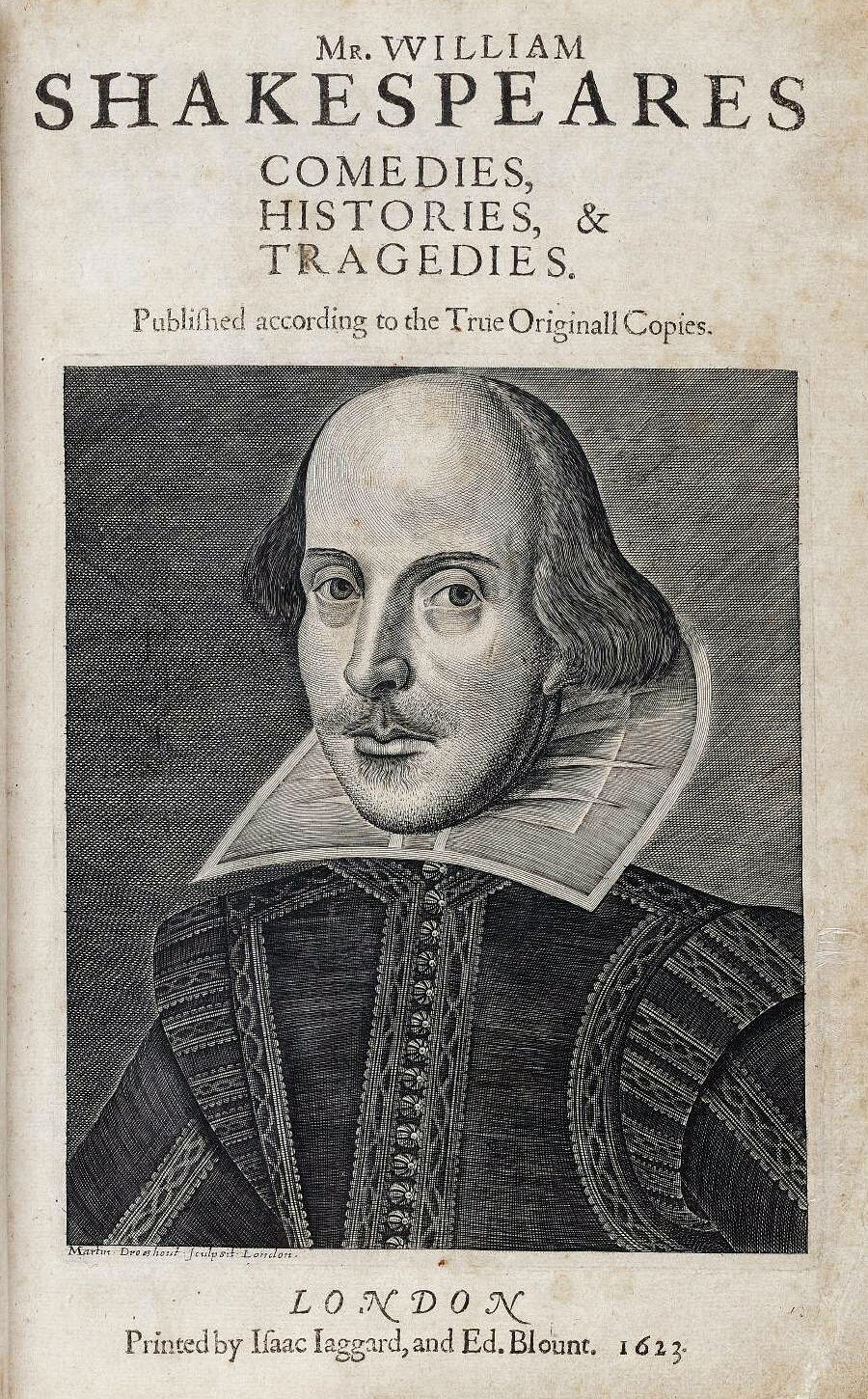
Couverture du Premier Folio, avec la célèbre gravure de Shakespeare par Martin Droeshout.

Le Premier Folio (en anglais First Folio) est le nom donné par les spécialistes modernes au premier recueil publié des œuvres théâtrales de William Shakespeare. Son titre exact est Les Comédies, histoires et tragédies de M. William Shakespeare (Mr. William Shakespeares Comedies, Histories, & Tragedies). Imprimé au format in-folio et contenant 36 pièces, il fut édité en 1623 par John Heminges et Henry Condell, deux collègues de Shakespeare, à peu près sept ans après sa mort. Bien que dix-huit de ces pièces aient été publiées in-quarto avant 1623, le Premier Folio donne le seul texte sûr pour une vingtaine d'œuvres et constitue une source majeure pour les autres. L'ouvrage recueille toutes les pièces généralement attribuées à Shakespeare, à l'exception de Périclès, prince de Tyr et Les Deux Nobles Cousins. Il ne contient aucun des poèmes.

## Impression
Bien que le contenu du Premier Folio ait été recueilli par Heminges et Condell, les membres de la Stationers' Company qui publient le livre sont les libraires Edward Blount, William Jaggard et son fils Isaac Jaggard. Les Jaggard étaient à la fois libraires et imprimeurs, situation relativement rare. William Jaggard est considéré comme un choix curieux de la part des King's Men, car il avait publié auparavant la discutable collection The Passionate Pilgrim en l'attribuant à Shakespeare, et avait réimprimé en 1619 des éditions des dix quartos de Shakespeare pour lesquels il n'avait pas clairement les droits, dont certains avec des dates et des pages de titre incorrectes. Il est possible que la mise en page et l'impression du Premier Folio ait représenté un tel travail que les hommes du Rio avaient simplement besoin des installations de l'établissement des Jaggard. Quoi qu'il en soit, en 1623, William Jaggard était vieux, infirme et aveugle, et meurt un mois avant la mise en vente du livre ; l'essentiel du travail doit avoir été accompli par son fils Isaac.
L'équipe de publication du Premier Folio comprenait également deux libraires qui avaient les droits sur certaines des pièces déjà éditées : William Aspley (Beaucoup de bruit pour rien et Henri IV, part 1), et John Smethwick (Peines d'amour perdues, Roméo et Juliette, et Hamlet). Smethwick avait déjà été en affaires avec John Jaggard, frère de William.
L'impression a probablement lieu entre avril et octobre 1621, puis, après une interruption pour d'autres travaux, de l'automne 1622 à celui de l'année suivante. Le livre est mis en vente fin 1623.

## Contenu
Les trente-six pièces du Premier Folio apparaissent dans l'ordre de la liste ci-dessous. Les pièces inédites avant 1623 sont notées d'un astérisque. Chaque pièce est suivie de la source utilisée, telle que déterminée par les recherches bibliographiques
Le terme de foul papers désigne les brouillons de travail de Shakespeare pour une pièce ; une fois finis, une transcription des foul papers, appelée fair copy, était réalisée par l'auteur ou par un scribe. Ces manuscrits étaient abondamment annotés de didascalies détaillées et d'autres informations nécessaires pour les représentations, qui pouvaient être utilisées par les souffleurs. L'un de ces manuscrits, ou une combinaison des deux, pouvait servir de source pour le texte imprimé. Dans de rares occasions, un texte imprimé était annoté pour la mise en scène, comme cela semble avoir été le cas pour le Songe d'une nuit d'été.
La notation Qn désigne le numéro de l'édition in-quarto de la pièce.

### Comédies
1. La Tempête * — la pièce est imprimée d'après un manuscrit de Ralph Crane, un scribe professionnel employé par les King's Men. Crane réalise un produit de qualité, avec des divisions structurées en actes et scènes, des parenthèses et des tirets, et d'autres caractéristiques identifiables
2. Les Deux Gentilshommes de Vérone * — une autre transcription de Ralph Crane.
3. Les Joyeuses Commères de Windsor — une autre transcription de Ralph Crane.
4. Mesure pour mesure * — probablement une autre transcription de Ralph Crane.
5. La Comédie des erreurs * — probablement imprimé d'après le foul paper de Shakespeare, légèrement annoté.
6. Beaucoup de bruit pour rien — imprimé d'après une édition in-quarto, légèrement annoté.
7. Peines d'amour perdues — imprimé d'après une copie corrigée de Q1.
8. Le Songe d'une nuit d'été — imprimé d'après une copie de Q2, bien annoté, peut-être utilisé pour les souffleurs.
9. Le Marchand de Venise — imprimé d'après une copie légèrement modifiée et corrigée de Q1.
10. Comme il vous plaira * — imprimé d'après un manuscrit de qualité, légèrement annoté par un souffleur.
11. La Mégère apprivoisée * — imprimé d'après le foul paper  de Shakespeare, un peu annoté, peut-être comme étape préparatoire à un livre de souffleur.
12. Tout est bien qui finit bien * — probablement imprimé d'après le foul paper de Shakespeare ou un autre manuscrit.
13. La Nuit des rois * — imprimé d'après un livret de souffleur ou une transcription d'un livret de souffleur.
14. Le Conte d'hiver * — transcription de Ralph Crane.

### Pièces historiques
- 15 Le Roi Jean * — origine incertaine ; livre de souffleur ou foul paper.
- 16 Richard II — imprimé d'après Q3 et Q5, corrigé d'après un livret de souffleur
- 17 Henri IV, Part 1 — imprimé d'après une édition annotée de Q5.
- 18 Henri IV, Part 2 — incertain, probablement une combinaison de texte manuscrit et de texte de in-quarto.
- 19 Henry V — imprimé d'après un foul paper
- 20 Henri VI, Part 1 * — imprimé d'après une transcription annotée du manuscrit de l'auteur.
- 21 Henri VI, Part 2 — probablement un manuscrit de Shakespeare utilisé comme livret de souffleur
- 22 Henri VI, Part 3 — idem
- 23 Richard III — cas difficile : probablement partiellement imprimé d'après Q3, et en partie de Q6 avec des corrections d'après un manuscrit (peut-être un foul paper).
- 24 Henri VIII * — imprimé d'après une fair copy du manuscrit de l'auteur.

### Tragédies
- 25 Troïlus et Cressida — probablement mise en page d'après le in-quarto, corrigé d'après les foul papers.
- 26 Coriolan * — mis en page d'après une transcription de haute qualité
- 27 Titus Andronicus — mis en page d'après un Q3 qui aurait pu servir de livret de souffleur
- 28 Roméo et Juliette — essentiellement une réédition du Q3.
- 29 Timon d'Athènes *— mis en page d'après les foul papers ou une transcription.
- 30 Jules César * — mis en page d'après un livret de souffleur, ou une transcription.
- 31 Macbeth * — probablement d'après un livret de souffleur.
- 32 Hamlet — l'une des énigmes les plus difficiles du Premier Folio : probablement d'après une combinaison de Q2 et de sources manuscrites.
- 33 Le Roi Lear — source difficile à préciser : probablement essentiellement d'après Q1 mais avec des références à Q2, et corrigé après confrontation à un livret de souffleur.
- 34 Othello — source difficile à préciser : probablement d'après Q1 et corrigé d'après un manuscrit au propre.
- 35 Antoine et Cléopâtre * — peut-être un foul paper ou une transcription.
- 36 Cymbeline * — peut-être d'après une transcription de Ralph Crane, ou d'après le livret de souffleur officiel.

Troïlus et Cressida devait à l'origine suivre Roméo et Juliette, mais la mise en page est suspendue, probablement à cause de conflits sur les droits de la pièce ; elle est par la suite insérée en premier dans les tragédies, une fois les questions de droit réglées.

## Composition
Pour autant que les chercheurs modernes ont pu le déterminer, les textes du Premier Folio auraient été mis en page par cinq compositeurs, chacun avec ses habitudes d'orthographe, ses particularités et son niveau de compétence. Les chercheurs les désignent par les lettres de A à E, A étant le plus expert et E, un apprenti qui avait des difficultés évidente avec le manuscrit. Leurs parts dans la mise en page du Premier Folio se répartissent de la façon suivante (un + signale une moitié de page) : 
|   | Comédies | Pièces historiques | Tragédies | Total |
| A | 74       | 80                 | 40        | 194   |
| B | 143      | 89                 | 213       | 445   |
| C | 79       | 22                 | 19        | 120   |
| D | 35+      | 0                  | 0         | 35+   |
| E | 0        | 0                  | 71+       | 71+   |

Le compositeur E était probablement un certain John Leason, dont le contrat d'apprentissage date à peine du 4 novembre 1622. L'un des quatre autres pourrait avoir été un certain John Shakespeare, de Warwickshire, en apprentissage chez Jaggard en 1610-17 (« Shakespeare » était un nom commun dans le Warwickshire à cette époque.)

## Techniques dans le Premier Folio
Certains metteurs en scène de Shakespeare pensent que les éditions modernes des pièces, qui sont lourdement modifiées pour la lisibilité, ont perdu des indications du Folio destinées aux acteurs, comme la capitalisation, les différences de ponctuation, et même le remplacement ou la suppression de mots.
Walter Wilson Greg a suggéré que Edward Knight, le « gardien de livre » ou « porte-livre » (souffleur) des King's Men, aurait relu les sources manuscrites du Premier Folio. On sait que Knight était responsable de tenir à jour et d'annoter les scripts de la compagnie, et de s'assurer que les coupures et modifications ordonnées par le Master of the Revels étaient suivies.
Certaines des pages du Premier Folio — 134 sur les 900 — ont été relues et corrigées pendant l'impression même du livre. Il s'ensuit que les différentes copies du Folio ont des erreurs typographiques considérablement variables. Environ 500 corrections ont été apportées de cette façon. Toutefois, ces corrections des imprimeurs concernent uniquement des erreurs typographiques, soit des erreurs dans leur part du travail ; il semble qu'ils ne soient jamais revenus aux sources ou n'aient tenté de résoudre des problèmes de sources conflictuelles. Les corruptions des textes du Premier Folio allaient au-delà de ce que les imprimeurs pouvaient corriger.

## Marché moderne
Le Premier Folio s'est vendu à l'origine pour 1 livre sterling, l'équivalent d'une centaine de £ actuelles. On pense qu'il s'est imprimé environ 800 exemplaires du Premier Folio. Les recensements en 2014 font état de 233 exemplaires encore en circulation, y compris les cinq de la British Library. 
Le Premier Folio est l'un des livres imprimés les plus précieux qui soient : un exemplaire s'est vendu chez Christie's à New York, en octobre 2001, pour 5,6 millions de dollars (3,73 millions de £). L'Oriel College d'Oxford a vendu son exemplaire pour une somme estimée à 3,5 millions de £ à Sir Paul Getty en 2003.
Le 13 juillet 2006, un exemplaire complet du Premier Folio appartenant à la Dr Williams's Library (en) a été mis aux enchères chez Sotheby's ; il est vendu pour 2,5 millions de £, largement en dessous de l'estimation de 3,5 millions de £ avancée par  Sotheby's. Cet exemplaire est l'un des 40 derniers exemplaires complets ; seul un autre exemplaire appartient à une collection privée.

## Découverte d'un nouvel exemplaire en France en 2014
En septembre 2014, à Saint-Omer, Rémy Cordonnier, responsable du fonds ancien de la bibliothèque d'agglomération, s'aperçoit que le fonds détient un Premier Folio de Shakespeare. L'exemplaire, daté de 1623 et ayant appartenu à un certain Nevill ou Neville, avait été daté par erreur du XVIIIe siècle. Bien qu'il lui manque plusieurs pages - dont celle de titre - il est authentifié en novembre et devient ainsi un des 230 exemplaires répertoriés dans le monde,.
En France, le seul autre exemplaire du Premier Folio est conservé à la Bibliothèque nationale de France.